# Graphical abstract
Et graphical abstract er den visuelle version af et abstrakt. Det har til formål at vise læseren, hvad et akademisk studie handler om.